# Американски язовец
Американският язовец (Taxidea taxus) е вид бозайник от семейство Порови (Mustelidae), единствен представител на род Taxidea. Видът е незастрашен от изчезване.

## Разпространение
Американският язовец е разпространен в Канада, Мексико и САЩ.